# Panzernest

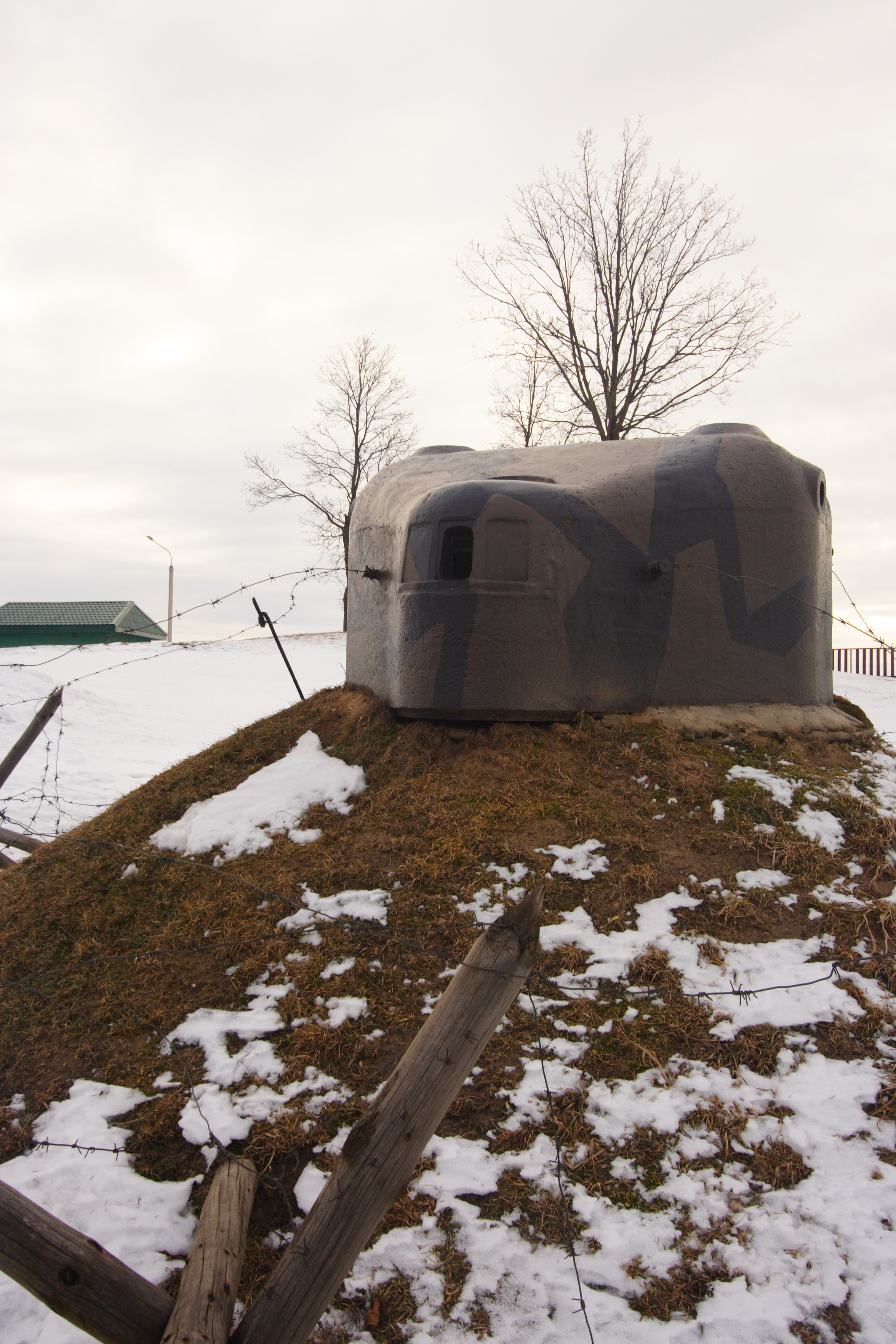
Panzernest im Stalin-Linie-Museum bei Minsk

Ein Panzernest war ein Kleinstbunker, der im Zweiten Weltkrieg für die deutsche Wehrmacht vorgefertigt wurde und in Verteidigungsstellungen eingebaut werden konnte.

## Geschichte
Panzernester wurden ab 1942 hergestellt – insgesamt sollen es bis 1945 etwa 1000 Stück gewesen sein. Nur wenige Exemplare blieben erhalten, denn ihr Stahl war nach dem Krieg geldwerter Schrott.

## Beschreibung
Ein Panzernest wurde aus Stahl gefertigt, hatte eine Grundfläche von 1,7 × 1,7 m und war 2 m hoch. Es wog etwa 3,5 t und konnte in Feldstellungen eingebaut werden. Im Innern gab es ein Maschinengewehr und es bot für höchstens zwei Soldaten Platz. Nach vorne gab es eine mit einer Stahlklappe verschließbare Öffnung, aus der heraus gefeuert werden konnte, rückseitig gab es eine Einstiegsluke.
Mit eingesteckten Rädern und einer Deichsel konnte es kopfüber als Fahrzeuganhänger transportiert, an der Einsatzstelle in ein vorbereitetes Erdloch gekippt und sofort in Betrieb genommen werden. Das Panzernest war dann zu mehr als der Hälfte seiner Höhe im Erdreich versenkt.

## Bruchsaler Panzernest
Ein 2021 in Bruchsal bei Bauarbeiten entdecktes, durch Zufälle erhaltenes Exemplar wurde vom Landesamt für Denkmalpflege Baden-Württemberg aus wissenschaftlichen und heimatgeschichtlichen Gründen als Kulturdenkmal eingestuft. Es wurde aufgrund des Gefechtsverlaufs im Raum Bruchsal vermutlich nie eingesetzt. Das Bruchsaler Panzernest konnte vor Ort nicht erhalten werden, wurde transloziert und dem Technikmuseum Sinsheim übergeben.